# Ipomoea rzedowskii
Ipomoea rzedowskii es una especie fanerógama de la familia Convolvulaceae.

## Clasificación y descripción de la especie
Es un arbusto de 2 a 3(5) m de alto; tronco de hasta 2 dm de diámetro, gris-verdoso, glabro o blanco-pubérulo, muy ramificado cerca de la base; peciolo de (1.5)2.7 a 6(8) cm de largo, glabro o pubérulo, hoja ovado-lanceolada a anchamente lanceolada, de (4)5.5 a 16.5 cm de largo, de 15 a 55(81) mm de ancho, ápice angosta y largamente acuminado, mucronado; inflorescencias monocasiales, axilares, en el extremo de las ramas, flores 1(2-3), pedúnculo de (4)8 a 26 mm de largo, glabro o puberulento, pedicelos de 1 a 3 cm de largo, más gruesos que los pedúnculos; sépalos todos iguales, ovados, de 11 a 21 mm de largo, de 6 a 13 mm de ancho, margen escarioso, glabros o pubérulos; corola con forma de embudo (infundibuliforme) a campanulada, de 4.6 a 10 cm de largo, de 4 a 10.3 cm de diámetro, blanca, glabra; estambres desiguales, blancos, de 13 a 28 mm de largo; estilo un poco más largo que los estambres, de 28 a 33 mm de largo, glabro, estigma globoso, bilobado; el fruto es una cápsula ovoide, de 1.5 a 2 cm de largo, de 12 a 15 mm de diámetro, café-pajiza, bilocular, 4-valvada con 4 semillas, largamente ovoides, de 11 a 14 mm de largo, de color café, con tricomas blancos, largos.

## Distribución de la especie
Es un elemento endémico del centro de México, en los estados de Guanajuato, Querétaro e Hidalgo.

## Ambiente terrestre
Se desarrolla en la profundidad de cañones de los ríos, en matorral submontano y bosque tropical caducifolio, en un gradiente altitudinal que va de los 700 a los 2000 m s.n.m. Se ha registrado en floración de mayo a diciembre.

## Estado de conservación
No se encuentra bajo ningún estatus de protección.